# Алберти (Торино)
Алберти (итал. Alberti) је насеље у Италији у округу Торино, региону Пијемонт.
Према процени из 2011. у насељу је живело 33 становника. Насеље се налази на надморској висини од 236 м.